# Óscar Henríquez
Óscar Eduardo Henríquez (La Guaira, 28 de enero de 1974) es un beisbolista profesional venezolano.
Pelotero pitcher de grandes condiciones, ha jugado en la Grandes Ligas de Béisbol estadounidense, con los equipos: Houston Astros (1997), Florida Marlins (1998) y Detroit Tigers (2002).
En Venezuela inicia su carrera en 1993 con los Navegantes del Magallanes donde se consagra como estrella, hasta el 2003 cuando pasa a formar parte de los Tiburones de La Guaira. Teniendo de por vida el título de mejor cerrador. Es el jugador con más juegos salvados en la historia del béisbol venezolado.
Su apodo más conocido es el de Manacho. 

Hijos: Christopher Henriquez (futbolista profesional) y Valery Henriquez 
- Datos: Q8078830